# مطيافية الأشعة المرئية وفوق البنفسجية

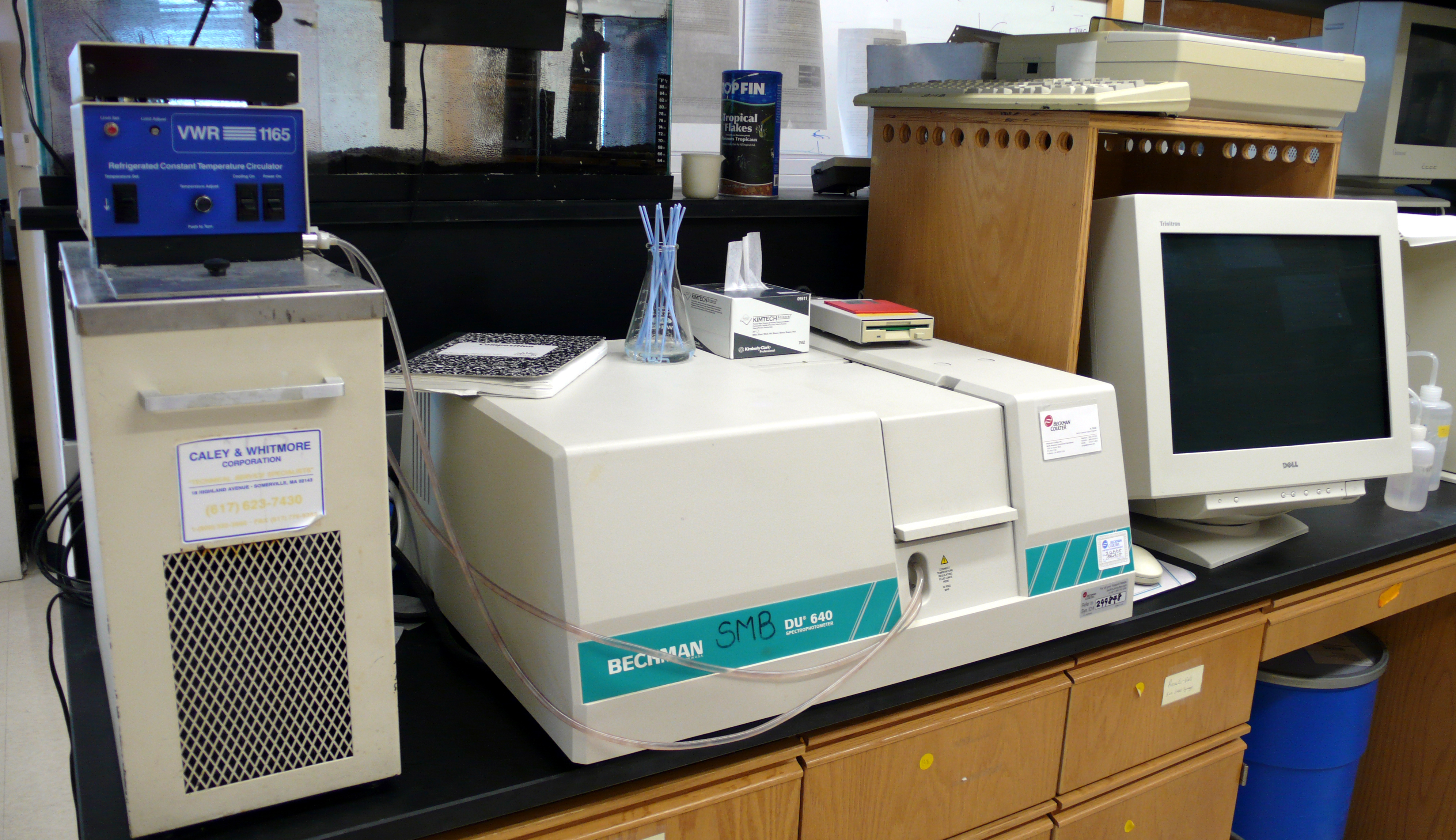
مطياف الأشعة المرئية وفوق البنفسجية.

مطيافية الأشعة المرئية وفوق البنفسجية (يرمز لها اختصاراً UV/Vis) هي نوع من أنواع المطيافيات والتي تصنف تحت مطيافية الامتصاص، والذي يحدث في مجال طيف الأشعة فوق البنفسجية وفي الطيف المرئي.
هذا يعني أن هذه المطيافية تستخدم الضوء في المجالين المرئي وفي المجالات المقاربة من طيف الأشعة فوق البنفسجية، وحتى أجزاء من طيف الأشعة تحت الحمراء القريب (NIR). إن الامتصاص أو الانعكاس في المجال المرئي يؤثر على الإحساس باللون الظاهر على المواد الكيميائية، حيث تحدث انتقالات إلكترونية نتيجة تأثير الإشعاع الكهرومغناطيسي.

## المبدأ

طيف الأشعة المرئية وفوق البنفسجية لبلورة من الياقوت.

تهتم هذه المطيافية بالانتقالات الإلكترونية من الحالة القاعية إلى الحالة المثارة، وهي تعد بذلك مكملة لمطيافية الفلورية، والتي تدرس الفلورية الناتجة عن الانتقال من الحالة المثارة إلى الحالة القاعية.
في مطيافية الأشعة المرئية وفوق البنفسجية تتعرض الجزيئات إلى أشعة كهرومغناطيسية في المجالين المرئي وفوق البنفسجي، مما يؤدي إلى تهيج وإثارة إلكترونات التكافؤ (مثل إلكترونات p أو d في المدارات الخارجية)، أي أنها تكتسب طاقة ويحدث لها انتقال إلكتروني ضمن المستويات الطاقية للجزيء.
إن طاقة الفوتون التي تمتص لحدوث هذا الانتقال تكون موافقة للفرق الطاقي بين المستويات الطاقية التي يتم فيها الانتقال. تحسب تلك الطاقة من المعادلة:
{\displaystyle E=h\cdot {\nu }={\frac {h\cdot c}{\lambda }}}
حيث تمثل:
- E : الطاقة
- h : ثابت بلانك
- ν : التردد
- c : سرعة الضوء

## اقرأ أيضاً
- مطيافية الامتصاص
- أشعة فوق بنفسجية
- طيف مرئي